# Fuentes (Segovia)
Fuentes o Fuentes de Carbonero es un despoblado español perteneciente a la provincia de Segovia, en la comunidad autónoma de Castilla y León. Se encuentra en el término de Carbonero el Mayor, a poca distancia (desde el enclave se divisan las torres de Carbonero); hasta su total despoblación ocurrida a finales del siglo XX estaba definido como barrio de Carbonero. Su deterioro y abandono ha dejado paso a un lugar despoblado con su urbanismo ruinoso y la iglesia parroquial de Nuestra Señora de la Asunción casi destruida.

## Historia
En 1658, en un Privilegio de Felipe IV por el aprobó la venta de las alcabalas de Martín Muñoz de las Posadas, Carbonero el Mayor y Fuentes su anejo, Canencia, Bustarviejo etc., de los sexmos de Segovia, a favor del Duque Rodrigo; privilegio de Carlos II y su madre Mariana de Austria aprobando la venta de las tercias de Sigüenza y su partido a favor del Duque Rodrigo." 
Por su cercanía (2Km), por su industria y por los oficios de sus habitantes Fuentes estuvo siempre muy ligado a Carbonero el Mayor cediendo poco a poco su independencia y evolucionando a barrio de este municipio. Madoz en su diccionario geográfico de mediados del siglo XIX se ocupa de informar sobre este lugar y lo define como

... barrio de la provincia y partido judicial de Segovia en el término jurisdiccional de Carbonero; situado a media legua O. de su Ayuntamiento y se compone de 10 casas y una iglesia. Parroquial (la Asunción de Nuestra Señora) aneja a la de Carbonero cuyo párroco y beneficiado la sirven alternativamente por semanas; siendo empero exclusivamente del primero en la una y otra iglesia. La administración de Sacramentos.

En el capítulo dedicado a Carbonero Madoz sigue describiendo Fuentes:

... y tiene por anejo Fuentes; con una iglesia (Nuestra Señora de la Asunción); el cementerio se halla en paraje que no ofende la salud pública. Se encuentra en él dos pequeñas colinas que se llaman la Muela Grande y Chica; de la primera se saca abundante piedra para los edificios, y de la segunda se surten 4 hornos que continuamente están haciendo muy buena cal blanca cociéndose a la par en ellos y con mucha abundancia, tejas, ladrillos y baldosas de buen color y solidez.

El poblado data del siglo XII y se transformó en barrio en el siglo XIV. Su economía estuvo basada en el trabajo en los hornos de cal y fabricación de ladrillos, en los cultivos de secano y viñas y en la crianza de ovejas y cerdos. La emigración y consiguiente despoblación comenzó a finales del siglo XIX y terminó a mediados del siglo XX, en 1950 tenía 118 habitantes pero en 1963 ya quedaban solo dos familias.

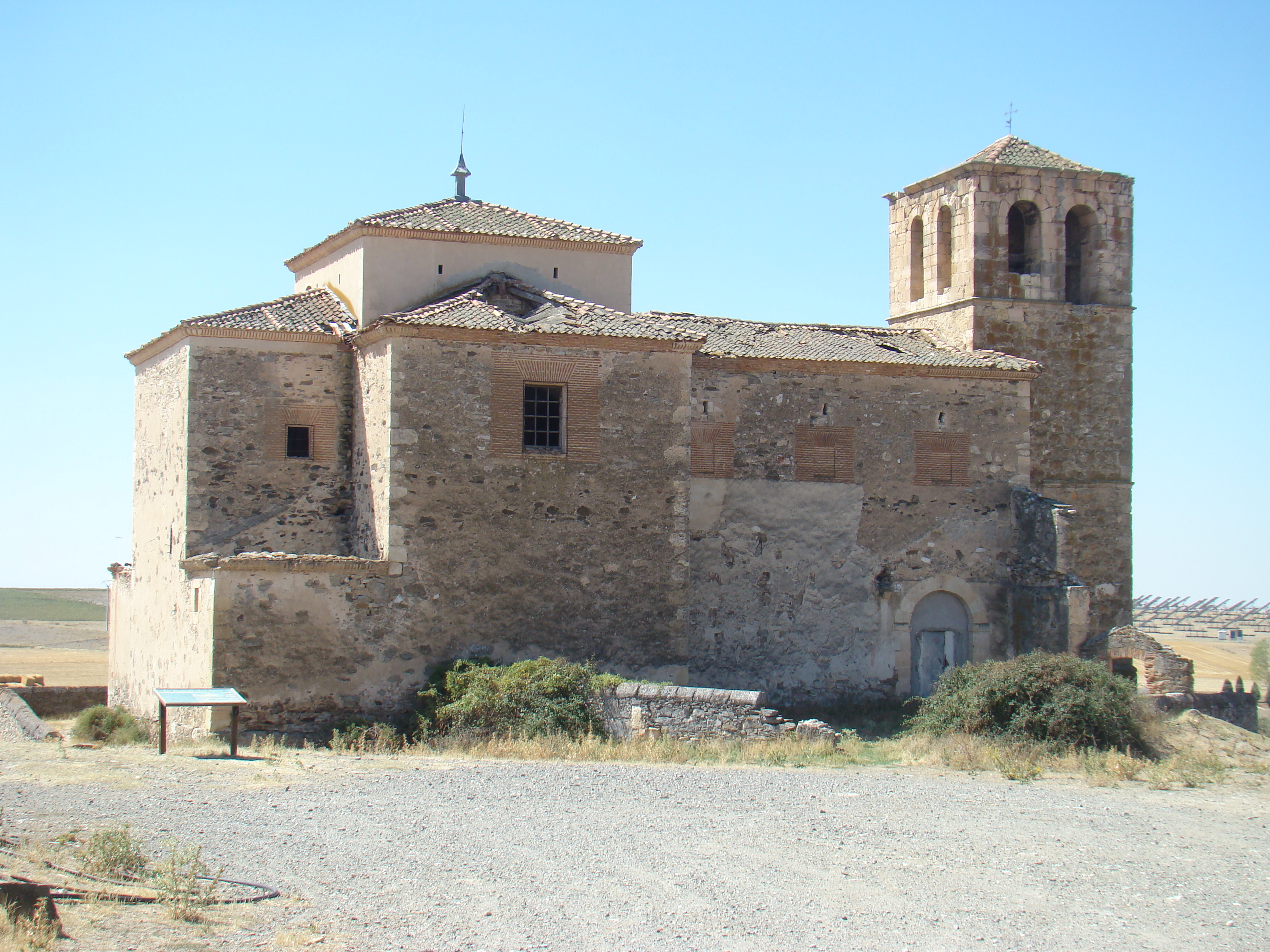
Iglesia de Nuestra Señora de la Asunción

## Iglesia
En 1732 un rayo destruyó la iglesia que tuvo que ser rehecha en 1741. El maestro albañil que se ocupó de este trabajo fue José Gómez. Tras su abandono y deterioro se guardaron algunos enseres valiosos en el museo Episcopal de Segovia para su custodia. Otras piezas entre las que se cuentan buenas esculturas se llevaron a la iglesia de San Juan de Carbonero y al monasterio de San Vicente el Real. En las ruinas que quedan en pie puede apreciarse que es un edificio de una sola nave con crucero y cabecera plana. Está construido en mampostería y buena sillería en los lugares especiales como son las uniones de los muros y los vanos. Tiene una torre de campanas a los pies que presenta tres cuerpos. El acceso principal está en el muro norte.

## Camino Neocatecumenal
Este Templo tiene un valor muy especial para el Camino Neocatecumenal debido a que su fundador Kiko Argüello, la utilizó para dar los primeros pasos de este Itinerario católico, que hoy está presente en más de 160 países.
Fue en este templo donde, en el año 1968, tuvo lugar la primera Vigilia Pascual celebrada en el Camino, en la que durante toda la noche se recuerda a través de la liturgia, la historia de salvación y se conmemora la Resurrección de Cristo. También fue en esta iglesia donde Kiko empezó a celebrar las convivencias de Itinerantes, en las cuales se mandaba a la gente voluntaria a evangelizar a todo el mundo.

## Rehabilitación
La Iglesia estaba completamente en ruinas con bastantes daños en techo, interiores y paredes. Ha sido objeto de vandalismo, pintadas y otro tipo de destrozos. Había sido cedida al Ayuntamiento de Carbonero el Mayor durante 30 años, para su rehabilitación con el objetivo de celebrar otro tipo de actividades una vez desacralizada. Pero el Ayuntamiento no pudo hacerse cargo de los gastos y a su vez lo cedió al Obispado de Segovia, el cual ha permitido que sea el Camino Neocatecumenal quien lleve a cabo su rehabilitación.
Esta Rehabilitación fue gestionada por la Fundación Familia de Nazaret y consistió en varias fases. La primera de ellas comenzó en mayo de 2021 y que consistió en la consolidación de torre, techos y paredes.
El 12 de octubre de 2022 tuvo lugar la celebración inaugural del templo con la presencia del obispo de Segovia, César Augusto Franco Martínez. Desde su restauración y seguida reapertura, el espacio es un lugar de peregrinación.